# 1405
Năm 1405 là một năm trong lịch Julius.